# Großsteingrab Pentz
Das Großsteingrab Pentz war eine megalithische Grabanlage der jungsteinzeitlichen Trichterbecherkultur bei Pentz, einem Ortsteil von Borrentin im Landkreis Mecklenburgische Seenplatte (Mecklenburg-Vorpommern). Es wurde wahrscheinlich im 19. Jahrhundert zerstört.

## Lage
Das Grab befand sich nach einem Bericht von 1832 auf der Koppel des Dorfschulzen von Pentz.

## Beschreibung
Das Grab besaß eine Hügelschüttung, die von einer dreieckigen steinernen Umfassung umgeben war. Im Osten standen die größten Steine; eventuell lässt sich aus dieser Angabe ableiten, dass die Anlage ost-westlich orientiert war. Der Hügel war mit Büschen bewachsen. Über eine mögliche Grabkammer liegen keine Informationen vor, der genaue Typ der Anlage lässt sich somit nicht bestimmen.